# Werner Liebknecht
Werner Liebknecht (Waltershausen, 1º giugno 1905 – Scomparso dopo il 1952) è stato un ingegnere tedesco.
Operante come funzionario dell'Ufficio dell'Artiglieria dell'Esercito a Berlino, dove era responsabile dei test delle apparecchiature radio crittografiche della Wehrmacht prima e durante la seconda guerra mondiale.

## Biografia
Dal 1911 al 1916, Werner Liebknecht frequentò la scuola elementare di Sonneberg, nel land della Turingia, circa 75 km a sud-est della sua città natale, prima di trasferirsi alla locale scuola superiore. Dopo essersi diplomato al liceo nel 1925, si trasferì a Monaco e iniziò a studiare ingegneria elettrica presso l'allora Università Tecnica (TH, oggi TU). Due anni dopo si trasferì all'Università tecnica di Berlino, dove continuò gli studi in ingegneria delle comunicazioni e nel 1931 conseguì la laurea in ingegneria. Da febbraio a maggio 1932 acquisì la sua prima esperienza professionale presso l'istituto Heinrich Hertz per la ricerca sulle vibrazioni a Berlino e nel giugno 1932 assunse l'incarico di assistente scientifico presso la cattedra di ingegneria delle telecomunicazioni presso l'Università Tecnica di Berlino, dove conseguì la laurea in ingegneria, mentre nel maggio 1936 conseguì il dottorato nelle medesima materia.
Dal gennaio 1937 lavorò nell'Ufficio dell'armamento dell'esercito nel dipartimento delle comunicazioni (Wa Prüf 7), fino all'aprile 1942 nel Gruppo II per la tecnologia delle comunicazioni via cavo (telegrafia e telefonia) e poi fino alla fine della guerra nel Gruppo III (metodi di trasmissione senza fili). Qui entrò in contatto anche con la tecnologia crittografica, e il suo principale campo di lavoro fu la crittografia vocale.
Verso la fine della guerra, Liebknecht fu arrestato dall'esercito americano e interrogato dagli ufficiali del Target Intelligence Committee (TICOM) nel luglio 1945 nella città francese di Revin in merito alla sua conoscenza della crittografia manuale e meccanica tedesca. Parlò apertamente dimostrando di possedere un ampio spettro di competenze. Descrisse un'ampia gamma di processi e macchine, sui quali fu in grado di fornire agli americani una grande quantità di dettagli elettrici e crittografici. Tra questi:
- Crittografia del carattere tipografico
- Macchina di Lorenz
- Siemens e Halske T52
- Siemens e Halske T43
- Enigma
- Macchina cifratrice 39
- Macchina cifratrice 41
- Rullo cifratore
- Disco chiave

Ad esempio, riguardo a Enigma, Liebknecht diede agli americani le seguenti informazioni: in primo luogo, la descrisse come la più antica, la più conosciuta e la più utilizzata macchina da crittografia tedesca e notò che non era stata migliorata in modo significativo negli ultimi anni (prima del 1945). Come importante eccezione menzionò il rullo riempitivo (Lfw), sviluppato durante la guerra dal reparto cifrari dell'Alto Comando della Wehrmacht (OKW/Chi). Il loro sviluppo e la loro costruzione si erano svolti senza intoppi e la produzione su larga scala era già iniziata. Liebknecht però non sapeva se fosse già stato distribuito.
In effetti, l'Lfw rappresentava un'innovazione significativa che avrebbe migliorato significativamente la sicurezza crittografica di Enigma. Ma arrivò troppo tardi per essere utilizzato durante la guerra.
Dopo la guerra Liebknecht lavorò per la C. Lorenz AG a Stoccarda-Zuffenhausen. Nel giugno 1952 depositò lì un brevetto (vedi anche: Opere), un generatore cifrante, come quello che può essere utilizzato nel blocco monouso. Dopodiché si perdono le tracce dell'ingegnere.
Ad oggi non si sa ancora nulla circa il suo destino.

## Opere
- Patentschrift Disposizione per la generazione di sequenze di segnali i cui singoli segnali distribuiscono statisticamente uno di due possibili criteri predeterminati. Depositato l'8 giugno 1952.

## Letteratura
- TICOM: Rapporto preliminare sull'interrogatorio del Wachtmeister Dr. Otto Buggisch (dell'OKH /Gen. d. NA) e del Dr. Werner Liebknecht (impiegato dell'OKH e dell'OKW come collaudatore di apparecchiature crittografiche). I-46, 2 agosto 1945.
- TICOM: Dispositivi di cifratura su cui ha lavorato il dott. Liebknecht a Wa Pruef 7. I-57, 2 agosto 1945.
- Frode Weierud e Sandy Zabell: matematici tedeschi e crittologia nella seconda guerra mondiale. Cryptologia, 2020, pp. 97–171, doi:10.1080/01611194.2019.1600076.